# Red Hot Chili Peppers Live in Stockholm
Red Hot Chili Peppers Live in Stockholm är ett livealbum av det amerikanska rockbandet Red Hot Chili Peppers utgivet 2016. Albumet spelades in den 10 september 2016 på Tele2 Arena i Stockholm under bandets The Getaway World Tour och släpptes digitalt via bandets hemsida. Konserten framfördes av Anthony Kiedis, Flea, Chad Smith och Josh Klinghoffer. Albumet är inspelat, mixat och mastrat av Jason Gossman.

## Låtlista
1. "Can't Stop"
2. "Dani California"
3. "Jam"
4. "Otherside"
5. "Dark Necessities"
6. "Jam 2"
7. "She's Only 18"
8. "Search And Destroy"
9. "Blood Sugar Sex Magik"
10. "Go Robot"
11. "Californication"
12. "The Getaway"
13. "Look Around"
14. "Try Again"
15. "Under the Bridge"
16. "Sick Love"
17. "Jam 3"
18. "By the Way"
19. "Drum Solo"
20. "Outro Jam"
21. "Goodbye Angels"
22. "Give it Away"

## Om Albumet
Låten Search and Destroy är en cover av Iggy and the Stooges och framfördes under denna konsert för första gången live sedan 2003. Låten Try Again som framförs av Josh Klinghoffer är en cover skriven av BigStar. Låten Drum Solo är ett medley framfört av Chad Smith där han framför U2:s Sunday Bloody Sunday, Led Zeppelins Rock and Roll samt Queens We will Rock You. 